# 안나 오델
안나 오델(Anna Odell, 1973년 10월 3일 ~ )은 스웨덴의 영화 감독, 배우이다. 제49회 굴드바게상 각본상 수상자이다.